# Thomas Wassberg
Thomas Lars Wassberg (Årjäng, 27 marzo 1956) è un ex fondista svedese.

## Biografia
Nato a Lennartsfors di Årjäng. Sebbene la Coppa del Mondo di sci di fondo si disputi ufficialmente a partire dalla stagione 1981/82, un circuito non ufficiale venne organizzato fin dal 1973/74. Wassberg vinse l'edizione non ufficiale del 1976/77 e fu secondo nel 1979/80 e nel 1981/82, quando la competizione era divenuta ufficiale; fu nuovamente secondo nel 1983/84 e nel 1986/87, mentre nel 1984/85 chiuse terzo. Nella Coppa ufficiale ottenne il primo podio nella gara inaugurale, la 15 km di Reit im Winkl del 9 gennaio 1982 (3°), e la prima vittoria il 14 marzo 1985 nella 15 km di Oslo.
In carriera prese parte a quattro edizioni dei Giochi olimpici invernali, Innsbruck 1976 (15° nella 15 km, 4° nella staffetta), Lake Placid 1980 (1° nella 15 km, 4° nella 30 km, 5° nella staffetta), Sarajevo 1984 (14° nella 30 km, 1° nella 50 km, 1° nella staffetta) e Calgary 1988 (42° nella 30 km, non conclude la 50 km, 1° nella staffetta), e a tre dei Campionati mondiali (dal 1982 al 1987; non partecipò ai Mondiali del 1978 a causa di un grave incidente automobilistico occorsogli poco prima), vincendo sette medaglie.
Alle Olimpiadi di Lake Placid, nel 1980, stabilì il record della vittoria ottenuta con il distacco più basso nella storia dello sci di fondo olimpico. Nella 15 km partì per ultimo e dovendo battere il tempo 41:57,64 del finlandese Juha Mieto. Wassberg tagliò il traguardo con il tempo di 41 minuti, 57 secondi e 63 centesimi, appena un centesimo in meno di Mieto. Wassberg propose al finlandese di tagliare a metà le loro medaglie, in modo da conservare ognuno una "medaglia" metà d'oro e metà d'argento; Mieto declinò, ma in seguito all'esito di quella gara la FIS decise di modificare il regolamento e di arrotondare i tempi al decimo di secondo.

## Palmarès

### Olimpiadi
- 4 medaglie:
  - 4 ori (15 km[2] a Lake Placid 1980; 50 km[3], staffetta[3] a Sarajevo 1984; staffetta[3] a Calgary 1988)

### Mondiali
- 7 medaglie, oltre a quella vinta in sede olimpica e valida anche ai fini iridati:
  - 3 ori (50 km[3] a Oslo 1982; 30 km[3], staffetta[3] a Oberstdorf 1987)
  - 3 argenti (15 km[3] a Seefeld in Tirol 1985; 15 km[3], 50 km[3] a Oberstdorf 1987)
  - 1 bronzo (staffetta[3] a Seefeld in Tirol 1985)

### Coppa del Mondo
- Miglior piazzamento in classifica generale: 2º 1982, nel 1984 e nel 1987
- 12 podi (individuali[4]), oltre a quelli conquistati in sede olimpica e iridata e validi anche ai fini della Coppa del Mondo:
  - 3 vittorie
  - 5 secondi posti
  - 4 terzi posti

#### Coppa del Mondo - vittorie
| Data          | Luogo | Paese    | Disciplina |
| ------------- | ----- | -------- | ---------- |
| 14 marzo 1985 | Oslo  | Norvegia | 15 km      |
| 8 marzo 1986  | Falun | Svezia   | 30 km TC   |
| 21 marzo 1987 | Oslo  | Norvegia | 50 km TC   |

Legenda:

TC = tecnica classica

TL = tecnica libera

## Riconoscimenti
Nel 1980 ricevette la "Bragdmedaljen", un premio assegnato annualmente al miglior sportivo/migliore sportiva svedese. Egli comunque rifiutò di ritirarlo, per protestare contro una precedente decisione del comitato che assegna il premio. Nello stesso anno fu premiato anche con la Medaglia Holmenkollen, uno dei riconoscimenti più prestigiosi per uno sciatore.
Nel 1980 ricevette la Medaglia d'oro dello Svenska Dagbladet, il premio assegnato dal quotidiano Svenska Dagbladet al miglior sportivo svedese dell'anno.